# Кризис с безопасностью в Рио-де-Жанейро (2010)
Серьёзный кризис в области безопасности произошёл в ноябре 2010 года в Рио-де-Жанейро и некоторых соседних городах. Городские криминальные группировки, занимающиеся торговлей наркотиками, начали серию нападений в ответ на то, что правительство разместило постоянные полицейские силы в фавелах.
В ответ на эти нападения местные полицейские силы с помощью бразильской армии и морской пехоты начали крупномасштабное наступление на два крупнейших очага наркоторговли в городе, расположенных в Вила-Крузейру и Комплексо-ду-Алемао. Правительство и местные СМИ считают эту операцию успешной, в её результате было конфисковано большое количество запрещённых наркотиков, оружия и денег.

## Обзор
Насильственные действия наркоторговцев заключались в сжигании автомобилей, автобусов и грузовиков на улицах (было сожжено более 181 машины), а также в вооружённых конфликтах между полицией и наркоторговцами в разных местах этих городов. Поскольку ситуация была чрезвычайной, местная полиция вместе с BOPE, Бразильской армией и Бразильской морской пехотой была вызвана для того, чтобы восстановить мир в городе и контратаковать наркоторговцев, взяв под контроль их штаб-квартиру в фавелах, расположенную в группе трущоб под названием Комплексо-ду-Алемао, которая была окончательно взята полицией около 10:00 утра 28 ноября 2010.
К концу насилия в фавелах более 40 человек (почти все из них преступники) были убиты в ходе конфликта и более 200 человек арестованы.

## Хронология кризиса

#### 21 ноября
Днем шесть хорошо вооруженных людей сожгли две машины на Линья-Вермелья, одной из самых важных автомагистралей Рио. С тех пор аналогичные нападения начали происходить по всему городу, и другая группа преступников открыла огонь по машине бразильских ВВС.

#### 22 ноября
На Dom Helder Camara Avenue застрелили капитана полиции. Помимо нападений на автомобили, на некоторых улицах происходят массовые грабежи. Правительство подразумевает, что ответственность за нападения несёт «небольшая преступная группировка», и патрулирование усиливается. Погибли 3 человека.

#### 23 ноября
Военная полиция Рио-де-Жанейро в ходе крупномасштабной операции вторглась в несколько трущоб города в поисках виновных в серии нападений. Некоторые источники указывают, что приказ об атаке исходил от наркобаронов, содержащихся в Федеральной тюрьме строгого режима Катандувас. 3 человека погибли, 5 были арестованы.

#### 24 ноября
Усиливаются нападения на гражданские и полицейские объекты. Правительство объявляет приказ, призывающий всех способных сотрудников полиции усилить патрулирование, в том числе лицензированных и выполняющих административные обязанности. 8 заключённых, ответственных за участие в кризисе, переведены в тюрьму Катандувас. 15 подозреваемых были убиты и не менее 30 арестованы. Местные власти обратились за помощью к корпусу морской пехоты Бразилии, чтобы начать контрнаступление на преступников.

#### 25 ноября
Батальон специальных полицейских операций (BOPE) вторгается в один из самых опасных районов города в Вила-Крузейро с помощью бронетехники нескольких корпусов морской пехоты. Десятки преступников в отчаянии бежали в свою ближайшую штаб-квартиру в Комплексо-ду-Алемао. Подробности операции, в том числе бегство преступников, транслируются местными телеканалами на весь мир.

#### 26 ноября
Бразильское правительство направило сотни солдат из армии и сотрудников федеральной полиции для дальнейшего усиления безопасности в городе и осады Комплексо-ду-Алемао. С начала кризиса было уничтожено более 100 автомобилей и убито около 40 человек. Президент Бразилии Луис Инасиу Лула да Силва заявляет, что федеральное правительство полностью поддерживает правительство города, чтобы покончить с ситуацией как можно скорее. Супруги и адвокаты некоторых заключённых лидеров преступных группировок арестованы по подозрению в передаче их приказов начать нападения своим соратникам из тюрьмы.

#### 27 ноября
Совместная оперативная группа, состоящая из сотрудников местной полиции, армии и морской пехоты, предъявляет ультиматум преступникам в Комплексо-ду-Алемао и предлагают им сдаться. В это время жители эвакуируются из помещений, несмотря на надвигающееся вторжение. Волна атак по гражданским объектам начинает стихать.

#### 28 ноября
Комплексо-ду-Алемао захватывается полицией без особого сопротивления, но арестовано лишь несколько преступников, предположительно скрывающихся в этом месте. Дальнейшие исследования показывают, что большинству удалось бежать через пересеченную местность вокруг комплекса или через сеть незаконных водных каналов, построенных под фавелами.

### Последствия
Сразу после оккупации Комплексо-ду-Алемао и Вила-Крузейру армией, нападения на автомобили прекратились, и кризис подошёл к концу. Полиции удалось изъять около 40 тонн марихуаны и 250 кг кокаина, а также множество других наркотиков, десятки единиц оружия, включая пистолеты, автоматы, взрывчатые вещества, пулеметы, сотни украденных мотоциклов и более 30 угнанных автомобилей. Наркотики были уничтожены, а полиции было поручено вернуть украденные автомобили их законным владельцам. Утверждается, что убытки, понесенные преступниками, превышают 200 миллионов реалов (около 120 миллионов долларов США), не считая конфискованных домов, принадлежащих основным лидерам фракции, полностью оборудованных множеством предметов роскоши, включая несколько бассейнов, джакузи и электронное оборудование высокого уровня.
По соглашению между правительством штата и федеральным правительством войска будут оставаться на оккупированной территории до тех пор, пока не будут созданы постоянные полицейские силы для обеспечения безопасности. Несмотря на то, что большинству преступников удалось скрыться, эта операция рассматривается в местных СМИ как крупная победа над преступностью в Рио-де-Жанейро и поворотный момент в войне с незаконным оборотом наркотиков в Бразилии.